# Павловський Петро Іванович
Петро Іванович Павловський (нар. 15 жовтня 1981, м. Барвінкове, Харківська область) — український адвокат, правозахисник. Народний депутат України 9-го скликання.

## Життєпис
Закінчив юридичний факультет Національної юридичної академії України імені Ярослава Мудрого.
Павловський понад 20 років працював у сфері юриспруденції і правосуддя.
Кандидат у народні депутати від партії «Слуга народу» на парламентських виборах 2019 року, № 115 у списку. На час виборів: адвокат, безпартійний. Проживає в Харкові.
Член Комітету Верховної Ради з питань транспорту та інфраструктури, голова підкомітету з питань авіаційного транспорту.

## Політична діяльність
У 2019 році був обраний народним депутатом 9 скликання від партії «Слуга народу» номером 115 у списку як безпартійний. Член Комітету з питань транспорту та інфраструктури.
Згідно з аналітикою руху ЧЕСНО за перший рік роботи парламенту 9 скликання Павловський найчастіше серед нардепів-«слуг» утримувався під час голосувань.